# Dominique Bathenay
Dominique Bathenay (13 de febrer de 1954) és un exfutbolista francès.

## Selecció de França
Va formar part de l'equip francès a la Copa del Món de 1978.